# طاهر بخش
طاهر بخش (1960 -) هو ممثل وإعلامي سعودي.

## حياته ونشأته
مواليد جدة عام 1960ممثل وإعلامي سعودي.

## مسيرته
له العديد من الأعمال من تأليفه، أبرزها سهرة بيت الطين، قضى بالمجال الصحفي أكثر من 25 عاما، متزوج من الصحفية زكية البلوشي، له من الأبناء بدر وطلال وتوأمين بنات سارا ويارا، شارك بالعديد من الأعمال، بدأ مشواره الإعلامي من خلال جريدة المسائية عام 1982 مشرفاً على الشؤون المحلية ثم مشرفاً على الصفحات الفنية، كما عمل في العديد من الصحف والمجلات العربية والخليجية، منها اليقظة الكويتية، والأنباء، والشرق القطرية، وألوان اللبنانية، ومدير تحرير مجلة سنوب اللبنانية، وحياة الناس الإماراتية، مع الشاعر فهد عافت وخالد الفاضلي، ثم مدير تحرير ومشرف الملف الفني في مجلة بروز مع الشاعر طلال الرشيد وعبد الرحمن الحمدان وتركي المريخي، ويملك مجلة أحاسيس، وقد عمل بأكثر من جريدة منها الوطن، كما أن مشاركاته في مجال التمثيل بدأت منذ عام 1985 من خلال العديد من المسلسلات،

## أعماله
هو أول من عمل الكاميرا الخفية السعودية بمشاركة الفنان الراحل الدكتور بكر الشدي، ثم شارك في إعداد وبطولة عدد من برامج الكاميرا الخفية، مثل ناس ومطبات، وفرفشة وتحت الكاميرا 1 و تحت الكاميرا 2 , وتميز بعفويته وصدق أدائه، وآخر مشاركاته كانت في مسلسل بيوت نادمة، ومسلسل هوامير الصحراء، ومسلسل إخواني أخواتي، ومسلسل غشمشم، ومسلسل سكتم بكتم ومزحه برزحه، خميس بن جمعه، حسب الظروف، سيلفي3 الآن شبه متفرغ للأعمال الحرة وإصدار مجلته الخاصة أحاسيس وعمل في جريدة الحياة والوطن .

## روابط خارجية
- طاهر بخش على موقع قاعدة بيانات الأفلام العربية